# Liste der Baudenkmäler in Freilassing

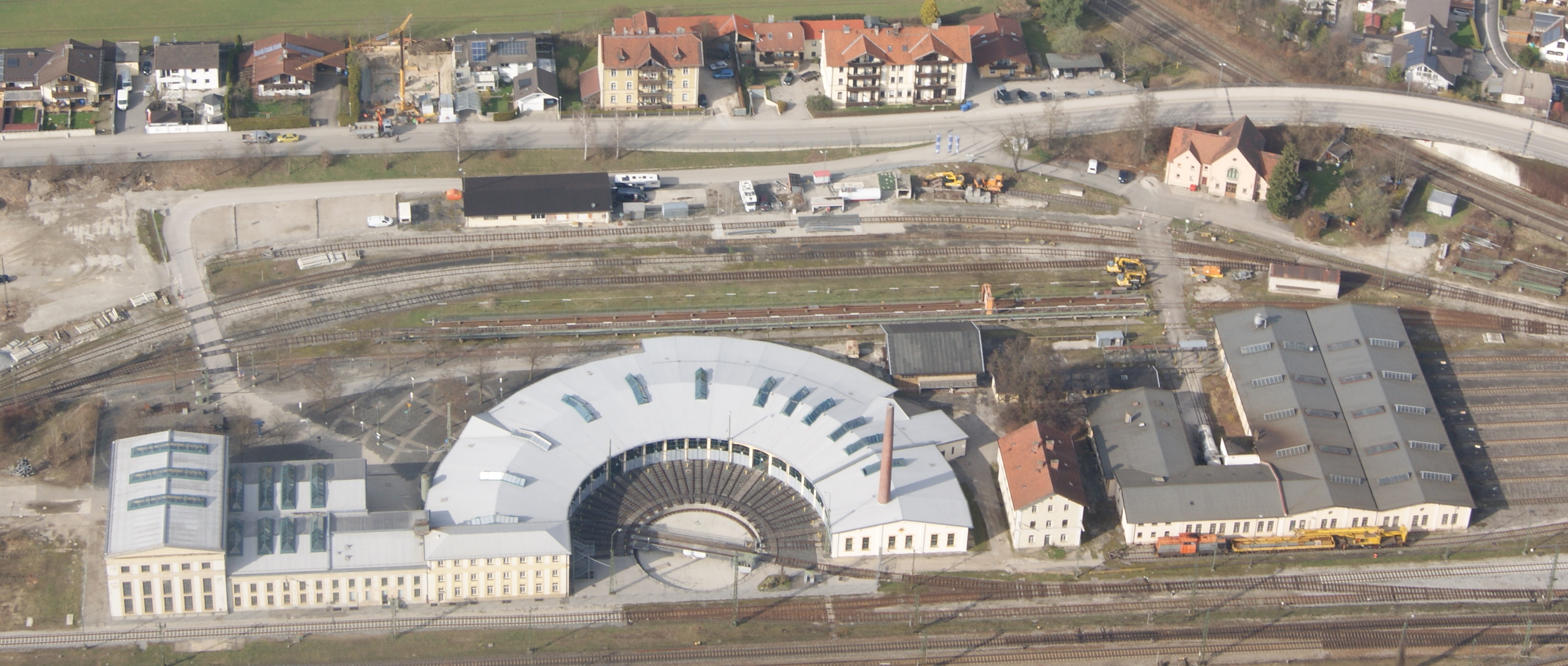
Ringlokschuppen Freilassing

Auf dieser Seite sind die Baudenkmäler in der oberbayerischen Stadt Freilassing zusammengestellt. Diese Tabelle ist eine Teilliste der Liste der Baudenkmäler in Bayern. Grundlage ist die Bayerische Denkmalliste, die auf Basis des Bayerischen Denkmalschutzgesetzes vom 1. Oktober 1973 erstmals erstellt wurde und seither durch das Bayerische Landesamt für Denkmalpflege geführt wird. Die folgenden Angaben ersetzen nicht die rechtsverbindliche Auskunft der Denkmalschutzbehörde.

## Einzeldenkmäler nach Ortsteilen

### Freilassing
| Lage                                        | Objekt                                              | Beschreibung | Akten-Nr.              | Bild                            |
| ------------------------------------------- | --------------------------------------------------- | --- | ---------------------- | ------------------------------- |
| Georg-Wrede-Platz 1 (Standort)              | Schulgebäude                                        | Gruppenbau in Formen des späten Historismus, mit Walm- und Krüppelwalmdächern sowie Zwerchhäusern, erbaut 1908–1909 nach Entwurf von Johann Schott (München) | D-1-72-118-1 Wikidata  | Schulgebäude                    |
| Matulusstraße 16 (Standort)                 | Sogenannte Heilingbrunner-Villa                     | im Landhausstil, mit Turm, hölzernen Balkons und Schuppenschindel-Verkleidung am Obergeschoss, um 1900 | D-1-72-118-2 Wikidata  | Sogenannte Heilingbrunner-Villa |
| Münchener Straße 11 (Standort)              | Katholische Stadtpfarrkirche St. Rupert             | gotisierender Neubau, 1924–1926 von Adolf Muesmann (Dresden), Turm erst 1935 vollendet, Ausstattung 1926–1938 von Josef Eberz; mit Ausstattung | D-1-72-118-3 Wikidata  | weitere Bilder                  |
| Vincentiusstraße 56 (Standort)              | Sogenannte Hafnerkapelle                            | Sichtziegelbau mit Satteldach, neugotisch, um 1857 | D-1-72-118-4 Wikidata  | weitere Bilder                  |
| Westendstraße 1; Westendstraße 5 (Standort) | Bahnbetriebswerk – heute Museum Lokwelt Freilassing | Bahnbetriebswerk, Betriebs- und Reparaturwerkstätte westlich des Bahnhofs mit Anschluss zur Hauptstrecke Rosenheim–Salzburg, im Wesentlichen 1902–1907 errichtet (Inbetriebnahme 1905) und 1924–1926 im Zusammenhang mit der Elektrifizierung des Zugverkehrs erweitert, bestehend aus: Wagenrichthalle, Rechteckhalle mit parallelen Gleisständen, Kernbau 1902–1905, in gleicher Bauweise gemäß ursprünglicher Konzeption 1925/1926 nach Norden und Osten erweitert; angeschlossen ehemalige Radsatz-Werkstätte (Dreherei) mit Magazingebäude, 1902–1905; Verwaltungs- und Übernachtungsgebäude, freistehender dreigeschossiger Satteldachbau, 1902–1905; halbkreisförmiger Ringlokschuppen für Triebfahrzeuge mit 20 Radialgleisen, 1902–1905, mit Gelenk-Drehscheibe von 1923 (bezeichnet) und Oberleitungsspinne; Ellok-Werkstatt, sogenannte Groß- und Kleinmontierhalle, in Eisenbetonkonstruktion, mit Verbindungsbau zum Lokomotivschuppen, 1924–1926; mit zugehörigen Gleis- und Wartungsanlagen | D-1-72-118-19 Wikidata | weitere Bilder                  |
| Zollhäuslstraße 11 (Standort)               | Gasthaus Zum Zollhäusl                              | zweigeschossiger, verputzter Massivbau mit Halbwalmdach, polygonalem Bodeneckerker, weiterer schmaler Erker über dem Korbbogenportal, mit Putzgliederung, Queranbauten mit abgewalmten Dächern, neubarock, von Karl Böhm, 1907; Nebengebäude mit Halbwalmdach, gleichzeitig, in den 1920er Jahren umgebaut. | D-1-72-118-24          | BW                              |

### Hub
| Lage             | Objekt     | Beschreibung | Akten-Nr.     | Bild |
| ---------------- | ---------- | ------------ | ------------- | ---- |
| Hub 1 (Standort) | Hofkapelle | bez. 1874    | D-1-72-118-18 | BW   |

### Saalbrück
| Lage                                                                               | Objekt          | Beschreibung           | Akten-Nr.             | Bild            |
| ---------------------------------------------------------------------------------- | --------------- | ---------------------- | --------------------- | --------------- |
| Bahnlinie 5703 Rosenheim–Salzburg; Nähe Saalacheisenbahnbrücke; Saalach (Standort) | Eisenbahnbrücke | über die Saalach, 1860 | D-1-72-118-7 Wikidata | Eisenbahnbrücke |

### Salzburghofen
| Lage                          | Objekt                                         | Beschreibung | Akten-Nr.              | Bild             |
| ----------------------------- | ---------------------------------------------- | --- | ---------------------- | ---------------- |
| Auenstraße 2 (Standort)       | Gasthof Rieschen                               | stattlicher langgestreckter Bau mit Schopfwalmdach, wohl 1. Hälfte 19. Jahrhundert | D-1-72-118-8 Wikidata  | Gasthof Rieschen |
| Laufener Straße 57 (Standort) | Gasthof Mirtlwirt                              | mit Schopfwalmdach, 17./18. Jahrhundert, um 1900 erneuert | D-1-72-118-11 Wikidata | weitere Bilder   |
| Petersweg 1 (Standort)        | Katholische Filialkirche St. Peter             | spätgotisch, um 1477, barocker Ausbau 1755; mit Ausstattung | D-1-72-118-12 Wikidata | weitere Bilder   |
| Pfarrweg 2 (Standort)         | Katholische Filialkirche St. Mariä Himmelfahrt | erbaut als einschiffige Anlage im 17. Jahrhundert, südliches Seitenschiff 18. Jahrhundert, nördliches um 1840; mit Ausstattung | D-1-72-118-13 Wikidata | weitere Bilder   |
| Pfarrweg 4 (Standort)         | Ehemals Pfarrhof                               | schlossartiger barocker Walmdachbau mit Belvedere über dem Dach, 1745; mit Ausstattung; Pfarrstadel, 18. Jahrhundert; Ehemaliges Meierhaus, im Kern 18. Jahrhundert; beide Nebengebäude mit dem Pfarrhaus eine um einen Hof geordnete Anlage bildend | D-1-72-118-14 Wikidata | weitere Bilder   |

### Untereichet
| Lage                          | Objekt     | Beschreibung                                                                         | Akten-Nr.              | Bild           |
| ----------------------------- | ---------- | ------------------------------------------------------------------------------------ | ---------------------- | -------------- |
| Untereichet 6 (Standort)      | Bauernhaus | unverputztes Schlackenmauerwerk, Fenster mit Ziegelbögen, bezeichnet 1866            | D-1-72-118-15 Wikidata | weitere Bilder |
| Bei Untereichet 12 (Standort) | Bauernhaus | zweieinhalbgeschossig, mit Putzgliederungen, mit Widerkehr, um Mitte 19. Jahrhundert | D-1-72-118-16 Wikidata | weitere Bilder |

## Ehemalige Baudenkmäler
In diesem Abschnitt sind Objekte aufgeführt, die früher einmal in der Denkmalliste eingetragen waren, jetzt aber nicht mehr. Objekte, die in anderem Zusammenhang also z. B. als Teil eines Baudenkmals weiter eingetragen sind, sollen hier nicht aufgeführt werden. Aktennummern in diesem Abschnitt sind ehemalige, jetzt nicht mehr gültige Aktennummern.

| Lage                                                            | Objekt              | Beschreibung | Akten-Nr.                | Bild           |
| --------------------------------------------------------------- | ------------------- | --- | ------------------------ | -------------- |
| Brodhausen Wasserburger Straße 52 (Standort)                    | Gasthof Moosleitner | stattlicher Bau mit steilem vorstehendem Satteldach, ehemals Schopfwalm, 17./18. Jahrhundert                                                     | D-1-72-118-5 Wikidata    | weitere Bilder |
| Hofham Hofhamer Straße 53 a; Nähe Hofhamer Straße (Standort)    | Bauernhaus          | Blockbau des 17./18. Jahrhunderts, mit Flachsatteldach von 1831 (Verputz modern um 1930)                                                         | D-1-72-118-6 Wikidata    | BW             |
| Salzburghofen Laufener Straße 45; Laufener Straße 41 (Standort) | Wohnhaus            | mit Mansarddach und aufgemalter Eckquaderung, um 1825 überformt bzw. weitgehend neu erbaut; seit 1624 als „Mühlgut zu Salzburghofen“ überliefert | D-1-72-118-9 Wikidata    | BW             |
| Salzburghofen Laufener Straße 55 (Standort)                     | Wohnhaus            | | D-1-72-118-10 ? Wikidata | BW             |
| Untereichet Untereichet 10 (Standort)                           | Privatkapelle       | wohl 19. Jahrhundert; bei Haus Nr. 12 | D-1-72-118-17 Wikidata   | BW             |